# セック・ヘンリー
セック・ヘンリー（Sek Henry、1987年6月27日 - ）は、アメリカ合衆国・カリフォルニア州ロサンゼルス出身のプロバスケットボール選手である。

## 略歴
ロサンゼルス生まれ。リンウッド高校（NBAトップ100高校キャンプ参加）を卒業後、2005-2006シーズンは、ノースカロライナ州にあるパターソン・スクールでクリス・チェイニーの下でプレーした。
UNLV、ワシントン大学、サンディエゴ州立大学、USCからも高校卒業時にリクルーティングを受けていた。
ネブラスカ大学では1年次の2006-2007シーズン、開幕から16試合のうち、15試合で先発出場するなど、18試合で先発、全試合に出場、平均5.8得点、2.0リバウンド、1.7アシストをあげた。2年次の2007-2008シーズンは、19試合の先発を含む全33試合に出場し、平均5.9得点、3.5リバウンド、1.5アシストをあげた。3年次の2008-2009シーズンは、29試合の先発を含む31試合に出場しチーム3位の平均8.0得点、3.4リバウンドをあげた。シュート成功率は自己ベストの44.2%、3ポイントシュート成功率は34.2%であった。シーズン64アシストはチーム2位、29スティールはチーム5位であった。4年次の2009-2010シーズンは、チーム5位の平均7.5得点、自己最高の91アシストをあげた。また3ポイントシュートを37.2%成功させた。

## 人物
本名のSeketoureとは「偉大なる医者」という意味と答えている。
父のラス・マイケルはジャマイカ・キングストン生まれのレゲエ歌手である。
2011年3月11日に起きた東北地方太平洋沖地震後、家族から心配されたことにより、一時帰国をした。
試合前アパートを出る前、コービー・ブライアントのGreatness PersonifiedのビデオをYouTubeで見て士気を鼓舞している。